# Pelometra
Pelometra is een geslacht van haarsterren uit de familie Mariametridae.

## Soort
- Pelometra ambonensis A.H. Clark, 1941